# Умхланга
Умхланга, или Танец тростника (umhlanga — тростник обыкновенный на свати и зулу) — традиционное ежегодное массовое торжество в Эсватини (бывшем Свазиленде), кульминацией которого является танец нескольких тысяч полуобнажённых свазилендских девушек, желающих стать одной из жён короля Эсватини. Время проведения умхланги — август или сентябрь.

## Ход торжества
Торжество длится три дня и завершается танцем. В первую ночь после прибытия в лагерь (где они живут во время торжества) девушки отправляются за тростником (отсюда название торжества). Сорванный тростник они на следующий день приносят ко дворцу королевы-матери Эсватини, где его используют как строительный материал для защиты от ветра. В последний день торжества правительственный транспорт доставляет девушек на стадион, где пройдёт кульминационная часть торжества. На стадионе присутствует король и королевская семья, а также зрители. Король и специально приглашённые гости произносят речи, посвящённые актуальным для Эсватини темам. После этого начинается танец, который длится несколько часов. Зрители могут присоединяться к танцующим или поощрять их, бросая деньги им под ноги. Король каждый год имеет право выбирать себе невесту из танцующих.

## Современность
В 2003 году в торжестве приняли участие 50 тысяч девушек, в 2008 — 70 тысяч, в 2020 — 80 тысяч.